# Kristall-Palast Magdeburg

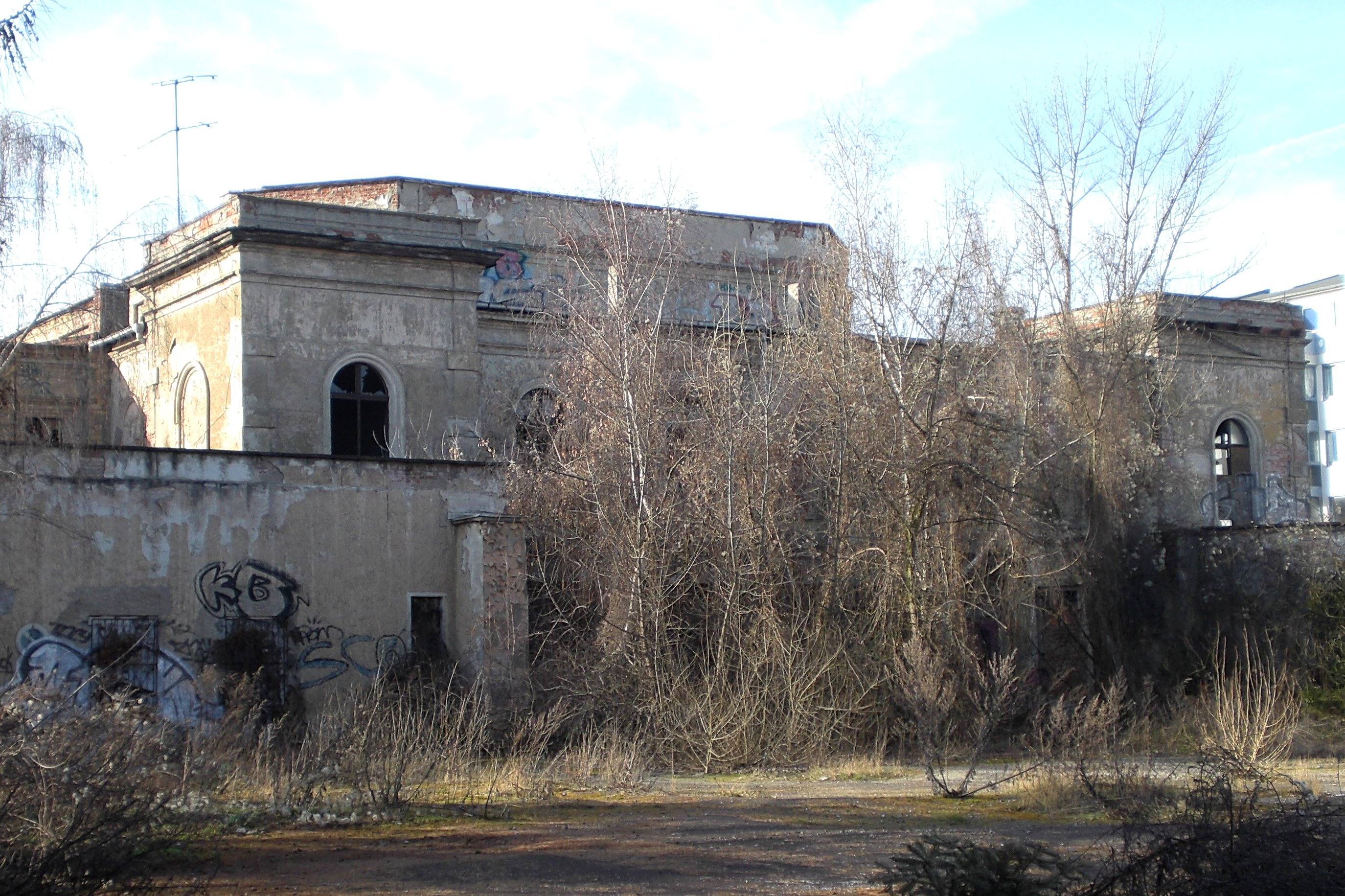
Kristall-Palast, Frontseite zur Leipziger Straße

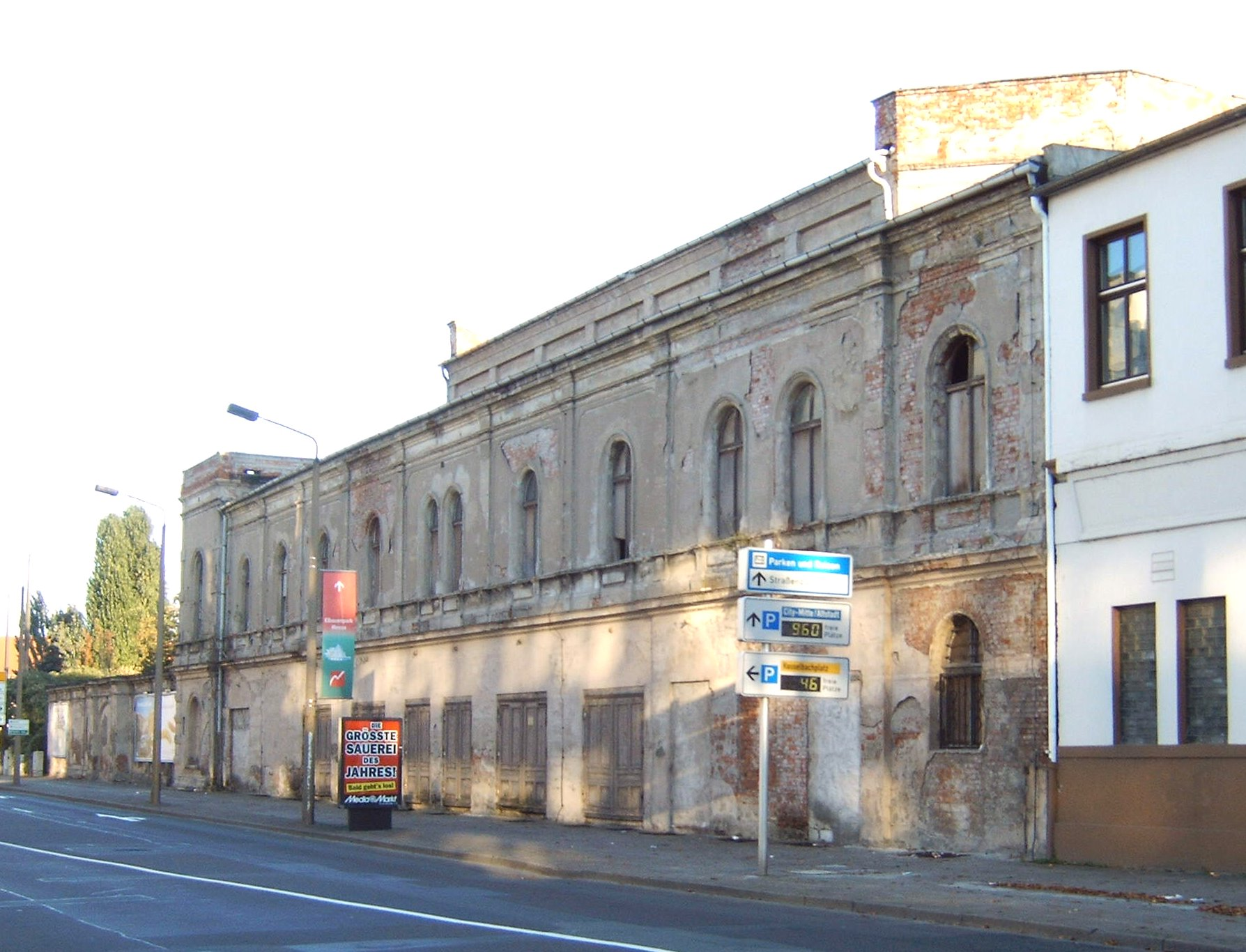
Nordseite

Der Kristall-Palast war ein großer Konzert- und Ballsaal in Magdeburg. Das im Stadtteil Magdeburg-Leipziger Straße befindliche Gebäude besteht heute nur noch als Ruine.

## Geschichte

### Bau
Ab dem Sommer 1889 wurde vor den Toren Magdeburgs an der nach Leipzig führenden Landstraße ein als zwei Gartenpavillons mit Colonaden bezeichnetes Gebäude errichtet. Bauherr war die Kaiserbrauerei A. & W. Allendorff Schönebeck (Elbe). Am 9. Juni 1892, einem Pfingstsamstag, wurde der Kristall-Palast eröffnet.
Das direkt an der Straße errichtete Gebäude umfasste Gesellschaftssäle und einen Speisesaal. 1891 wurde dahinter noch ein großer Saal errichtet, so dass das ursprüngliche Gebäude zum Vorderhaus wurde. Der Saal enthielt Musikbühnen, einen Anbau für die Küche und Veranden. Insgesamt hatte der Saal 2710 Plätze.
Der Kristall-Palast wurde zu einem der wichtigsten Veranstaltungszentren der Region Magdeburg. In den 1920er-Jahren wurde der Kristall-Palast zunächst mit dem Slogan Krystall-Palast Leipziger Straße, Größter Konzert- und Ballsaal der Provinz Sachsen und später mit Kristall-Palast Magdeburg, Haus der vornehmen Gesellschaften beworben.

### Verhaftung Eduard Soermus

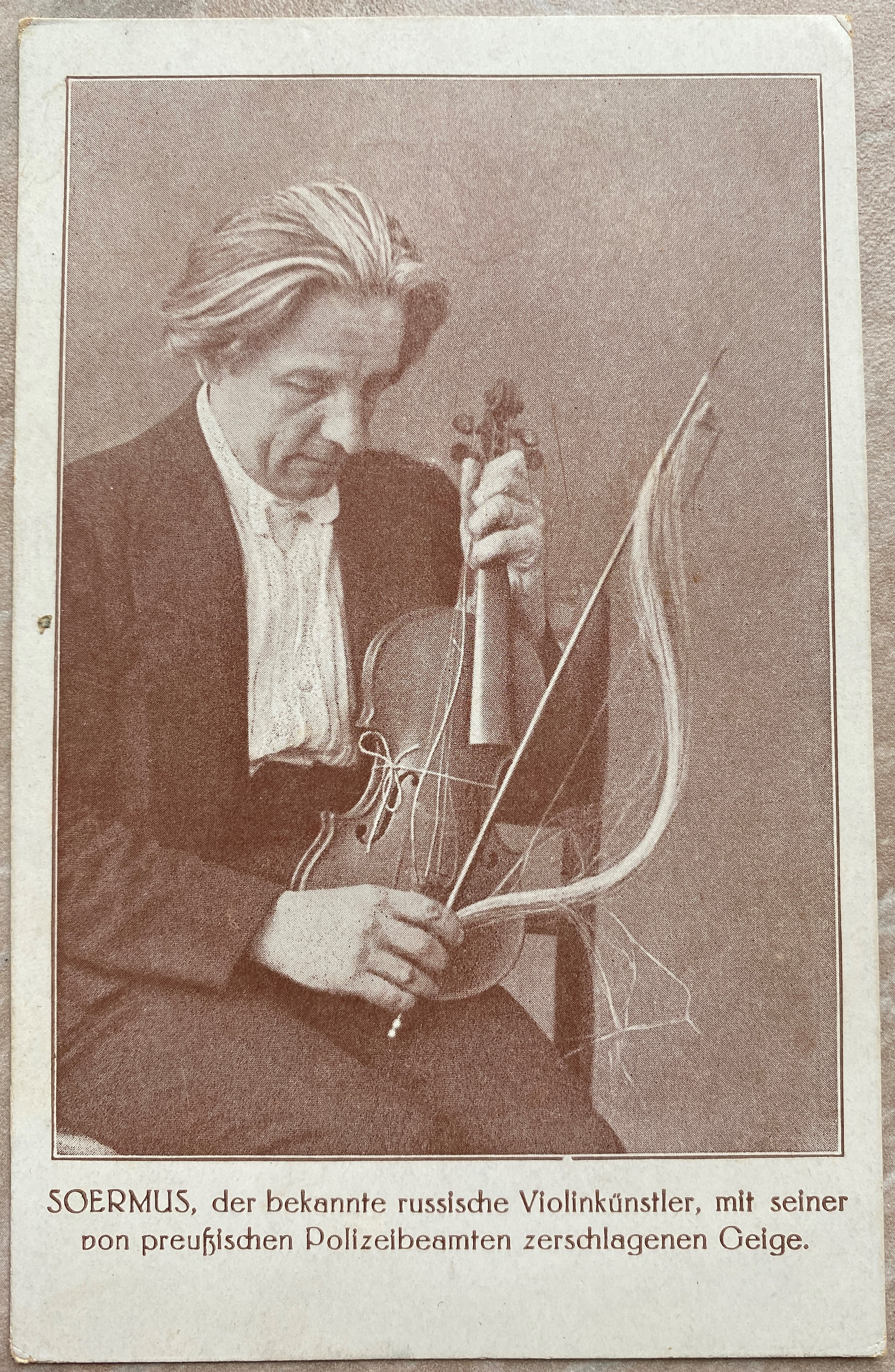
Soermus mit beschädigter Violine

Am 1. Mai 1923 fand im Kristall-Palast ein Solidaritätskonzert des estnischen Geigers Eduard Soermus für die Arbeiterhilfe für Rußland statt. Nach dem Konzert wurde Soermus, bekannt als der Rote Geiger von der Geheimpolizei verhaftet. Hierbei zerbrach seine wertvolle Vitaszek-Geige. Später wurde ihm von Lehrern und Schülern des Leipziger Konservatoriums eine neue kostbare Geige gespendet. 1975 wurde am Kristall-Palast eine von Dieter Borchhardt und Wolfgang Roßdeutscher gestaltete Gedenktafel angebracht, die an das Ereignis erinnerte. Die Tafel befindet sich jedoch heute (Stand Februar 2008) nicht mehr an diesem Platz.
Im Jahr 1937 wurde der vordere Gebäudeteil abgerissen. Im Zweiten Weltkrieg diente der verbliebene Saalbau als Internierungslager für Kriegsgefangene.

### Nutzung nach dem Zweiten Weltkrieg
Anders als bei anderen Veranstaltungsgebäuden im schwer kriegszerstörten Magdeburg hielten sich die Kriegsschäden am Gebäude in Grenzen. Ab 1946 wurden die Schäden beseitigt. Am 26. November fand die Wiedereröffnung statt. 1953 wurde das erste Varieté-Programm unter dem Titel Kristall-Palast ganz groß! aufgeführt. In den nachfolgenden Jahren fand im Kristall-Palast eine Vielzahl von Auftritten bekannter Künstler statt.
1978 wurde das Gebäude zur ständigen Spielstätte des Kabaretts Die Kugelblitze umgerüstet. Die in der Zeit der DDR erfolgte mangelhafte Unterhaltung des Gebäudes führte jedoch dazu, dass der Kristall-Palast 1986 baupolizeilich gesperrt werden musste. Seitdem findet eine Nutzung nicht mehr statt und das Gebäude ist dem Verfall preisgegeben.
Im Jahr 2023 wurde der Kristall-Palast aus dem Denkmalverzeichnis gestrichen.